# Hidrocodona
La hidrocodona es un opioide derivado de la codeína, que se utiliza como analgésico vía oral para tratar el dolor moderado a severo y como antitusivo. Se puede encontrar en pastillas, jarabe o cápsulas, y es un narcótico que puede producir dependencia y un grave síndrome de abstinencia. La hidrocodona y los compuestos que la contienen se encuentran en el mercado en varias formas, bajo un gran número de marcas comerciales. Su venta fue aprobada en Estados Unidos en 1943 por la Administración de Alimentos y Medicamentos (FDA) estadounidense. En el 2014, la Drug Enforcement Administration (DEA) incluyó a la hidrocodona bajo la clasificación II de la Ley de Sustancias Controladas (Controlled Substances Act), lo que implica que tiene un alto potencial para el abuso, que su uso médico tiene severas restricciones, y que puede llevar a una dependencia psicológica o física grave.

## Farmacología
Como narcótico, reduce el dolor debido a la unión de receptores de opioides en el cerebro y la médula espinal. Puede ser tomado con o sin alimentos, según se desee. Cuando es ingerido con alcohol, puede intensificar los mareos. Puede interactuar con inhibidores monoamina oxidasa, así como con otras drogas que causan mareos.
En Estados Unidos está regulada por la Administración de Alimentos y Medicamentos. Estudios en reproducción animal han mostrado efectos adversos en el feto. Existen beneficios potenciales que pueden garantizar el uso de la droga en mujeres embarazadas a pesar de los riesgos. Sin embargo, se ha comprobado que un recién nacido de una madre que toma hidrocodona puede presentar problemas respiratorios.
Los estudios han mostrado que la hidrocodona es más fuerte que la codeína, pero solo un 10 % más fuerte que la morfina al unirse a receptores y se refiere que su potencia analgésica solo llega al 96 % de la morfina. Sin embargo, en estudios realizados en mono Rhesus, la potencia analgésica de la hidrocodona se encontró más alta que la de morfina. la hidrocodona tiene un factor MEDD de 0.4, lo que significa que 1 mg de hidrocodona es equivalente a 0,4 mg de morfina intravenosa. Sin embargo, debido a la baja viabilidad oral de la morfina, hay una correspondencia 1:1 entre la morfina administrada por vía oral y la hidrocodona administrada por vía oral.
La hidrocodona puede formar hábitos, que conllevan a dependencia física y psicológica. El potencial para adicción varía de persona a persona. Las ventas y la producción de esta droga han incrementado significativamente en los últimos años, como su desviación y uso ilícito.
En Estados Unidos, las fórmulas que contienen más de 15 mg por unidad de dosis son considerados medicamentos con sustancias controladas, como lo sería cualquier formulación consistente de solo hidrocodona. Aquellos que contienen menos o el equivalente a 15 mg por unidad de dosis combinados con acetaminofeno u otro medicamento no controlado son llamados compuestos hidrocodona y son considerados medicamentos con sustancias controladas de la sección 3 (schedule III). La hidrocodona se encuentra típicamente combinada con otros medicamentos como acetaminofeno, ácido acetilsalicílico, ibuprofeno y metilbromuro de homatropina. El objetivo de los medicamentos no controlados combinados con frecuencia doble es el siguiente: 
 1) Proveer incremento de analgesia vía sinergia de drogas. 
  2) Limitar la ingesta de hidrocodona, con la consiguiente reducción de sus efectos secundarios no placenteros y con frecuencia peligrosos, a dosis más altas que las prescritas.
En el Reino Unido, se lista a la hidrocodona como un medicamento de clase A. La hidrocodona no está comercialmente disponible en su forma pura en los Estados Unidos debido a una regulación separada, y siempre es vendida con NSAID, paracetamol, antihistamínicos, expectorantes u homatropina.
La hidrocodona pura es un medicamento controlado del Schedule II drug y es vendida por farmacias de compuestos. La preparación de la hidrocodona Codiclear DH es la versión más pura comercial, contiene guaifeseina y pequeñas cantidades de etanol como ingredientes activos. En Alemania y otros lugares, la hidrocodona está disponible como tabletas de un ingrediente simple activo como DIcoid (analogía a los productos originales de manufactura Dilaudid y Dinarkon, entre otros) disponible en tramare de 5 y 10 mg.
Como en muchos otros opioides, es posible reducir la cantidad de hidrocodona necesaria para detener un cierto nivel de dolor haciendo al paciente tomar la hidrocodona junto con otras medicaciones analgésicas, también conocidos como potenciadores. El más común, es uno de los más efectivos y seguros que contiene hidrocodona, Hidroxizina, (regularmente presentado bajo el nombre comercial de VIstaril). Orphenadrine, Nepofam, Carisoprodol y antihistamínicos, también potenciados por muchos opioides. Especialmente, en el caso de carisoprodol, y antihistamínicos también potencian muchos opioides. Especialmente en el caso de carisoprodol, es imperativo que la dosificación y adición del potenciadores sean realizadas bajo estricta supervisión médica.
La hidrocodona también interactúa relativamente bien con muchos analgésicos auxiliares y atípicos usados para dolor severo y neuropático y como antidepresivos de primera generación, anticolinérgicos, anticonvulsivos, estimulantes centrales, antagonistas NMDA, etc.

### Medicamentos compuestos con varios principios activos combinados

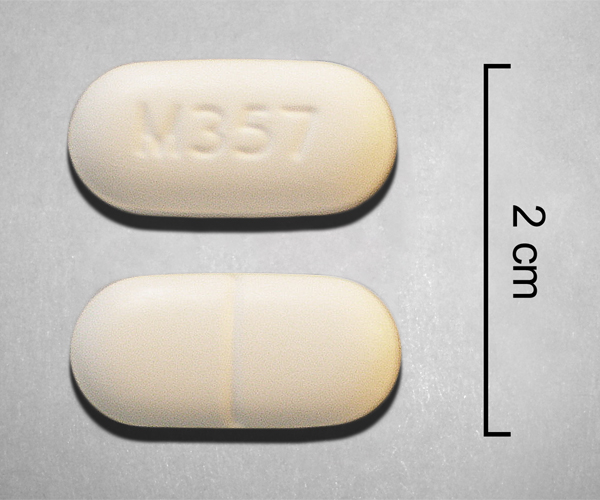
tabletas con hidrocodona y paracetamol (acetaminofeno) 5-500 (Mallinckrodt).

Cuando se vende comercialmente en los Estados Unidos, la hidrocodona se combina con otros medicamentos. Estos medicamentos combinan hidrocodona con paracetamol (acetaminofeno) y su nombre comercial es Vicodina o Lortab. También puede ser combinada con aspirina (p. ej., Lortab ASA) e ibuprofeno (p. ej., Vicoprofen).
Combinar un opioide como la hidrocodona con otros analgésicos puede incrementar la efectividad del medicamento sin incrementar los efectos secundarios relacionados con opioides (náuseas, constipación, sedación). Otro argumento para combinar hidrocodona con paracetamol es que limita el potencial para uso dañino. Como en otros opioides analgésicos, con pocas excepciones, no hay dosis tope para la hidrocodona en usuarios tolerantes a sus efectos; sin embargo la propiedad hepatotóxica del acetaminofeno (paracetamol) es frecuentemente combinada en sus principios de manifestaciones en dosis cerca de los 4000 mg/día.

## Farmacocinética
La hidrocodona es biotransformada en el hígado en diversos metabolitos, y tiene una vida media promedio de 3.8 horas La enzimaCYP2D6 citocromo P450 hepática, la convierte a hidromorfina, un opioide más potente.

## Farmacogenómica
Los efectos analgésicos por la hidrocodona son altamente dependientes del metabolismo de la morfina O-desmetilada, hidromorfona, por el citocromo 450 CYP2D6. En la población mundial existe un grupo de pacientes que son menos reactivos al opioide hidrocodona, (~10% de la población blanca. el Genotipo de este grupo mostró que tienen Polimorfismos heredados en su alelo CYP2D6.
Estos pacientes se refirieron como metabolizadores pobres o intermedios de las medicaciones opioides y necesitan altas concentraciones de opioides para experimentar los mismos beneficios terapéuticos que una persona sin el polimorfismo. Estos pacientes, son por tanto propensos a sufrir efectos secundarios a causa de este medicamento. Por otro lado, los metabolizadores ultrarrápidos (por encima del 7 % de caucásicos y por enciam del 30 % de poblaciones asiáticas y africanas) pueden haber sufrido por el incremento de la toxicidad debido a su rápida capacidad de conversión de la hidrocodona.

## Detección en fluidos corporales
La hidrocodona puede detectarse en la sangre, plasma u orina para monitorear su abuso, confirmar un diagnóstico sobre envenenamiento o asistir en una investigación médico legal sobre una muerte. Las concentraciones plasmáticas de hidrocodona en personas que la toman con uso terapéutico se encuentran en el rango de 5-30 µg/L, y en personas adictas entre 100-200 µg/L

## Contraindicaciones e interacciones
Combinar hidrocodona con alcohol, cocaína, anfetaminas o barbitúricos puede causar serios efectos como fallo cardiaco, pulmonar o renal, ataque cardiaco, ictericia, amnesia o estado de coma.[cita requerida]
Existen severos riesgos al consumir alcohol y fármacos con hidrocodona, puesto que el etanol incrementa el riesgo de depresión respiratoria.
El consumo de pomelo disminuye los efectos de la hidrocodona, inhibiendo la conversión de hidrocodona en hidromorfina, el opioide responsable de los efectos de la hidrocodona. Se sabe que los componentes del pomelo inhiben la enzima hepática citrocromo P450, la cual es responsable de convertir hidrocodona en hidromorfina.
Las hidrocodona se combina algunas veces con inhibidores CYP2D6 para acelerar la conversión a hidromorfina para incrementar la duración de los efectos opioides.

## Efectos secundarios
Entre los efectos secundarios se pueden incluir cansancio, prurito, mareos, pesadillas, náuseas, sudoración excesiva, estreñimiento, vómito y euforia.
Algunos efectos menos comunes son reacciones alérgicas, cambios de humor, ansiedad y letargia. Los efectos respiratorios son más serios, requiriendo atención médica inmediata.

## Uso recreativo
La hidrocodona presenta la mayoría de los efectos secundarios de otros opioides incluyendo sensación de euforia, somnolencia y pesadillas.
Junto con oxicodona, es una de las drogas recreativas más comunes en Estados Unidos.[cita requerida]
Los usuarios de hidrocodona refieren sentimientos de satisfacción, especialmente con altas dosis. Otros refieren sensaciones placenteras o de calor en el cuerpo, éste es uno de los efectos más conocidos de los narcóticos.
Algunos fármacos de hidrocodona contienen paracetamol, lo que desalienta a los usuarios a consumirlo por sus riesgos. Sin embargo algunos usuarios ignoran este peligro con el argumento de que el paracetamol es hidrosoluble, y se puede extraer, eliminando el riesgo.
Ingerir 10 a 15 gramos de paracetamol en un período de 24 horas tiene consecuencias graves como hepatotoxicidad. Las dosis mayores a 15 gramos diarios resultan fatales.[cita requerida] Uno de los mayores problemas con el uso recreativo de hidrocodona es que los usuarios no son conscientes de que las píldoras de hidrocodona contienen paracetamol.

## Regulación
Australia
En Australia, la hidrocodona es categoría 8 (S8) o medicamento controlado.
Bélgica
En Bélgica, la hidrocodona no es permitida para uso médico.
Francia
En Francia la hidrocodona es un narcótico prohibido, incluso para su uso médico.
Alemania
En Alemania, la hidrocodona no está permitida para uso médico. Se encuentra en la categoría Betäubungsmittelgesetz, al igual que la morfina.
Luxemburgo
En Luxemburgo, la hidrocodona se encuentra disponible bajo prescripción médica bajo el nombre de Biocodone. Se utiliza como antitusivo y analgésico.
Holanda
En Holanda, la hidrocodona no está permitida para su uso médico y es clasificada como Categoría Uno bajo la Ley Opioide.
Suecia
La hidrocodona no se encuentra disponible para su uso médico. Los últimos medicamentos que la contenían fueron prohibidos en 1967.
Reino Unido
En el Reino Unido, su uso médico no se encuentra permitido y se encuentra clasificado como droga de clase A, bajo el Documento de Drogas Prohibidas de 1971. Varios medicamentos de dihidrocodeína, la cual es un opioide más débil, son usados frecuentemente como una alternativa a las indicaciones de hidrocodona.
Estados Unidos
La hidrocodona se encontraba en más de 200 fórmulas de jarabe y tabletas para la tos, hasta que en el 2006, la Administración de Alimentos y Medicamentos presionó para la revisión de estas fórmulas como consecuencia de las muertes de niños menores de seis años. En el 2010, 88% de los medicamentos que contenían hidrocodona fueron retirados del mercado.